# Jakub Poznański
Jakub Poznański (hebr. יעקב פוזננסקי, ur. 26 lipca 1890 w Łodzi, zm. 11 sierpnia 1959) – doktor chemii i inżynier agronom. Autor wspomnień z getta łódzkiego.

## Życiorys
Pochodził z rodziny robotniczej, był synem robotnika Towarzystwa Akcyjne Zawiercie. W 1905 wraz z bratem Józefem uczestniczył w strajku szkolnym, uzyskując wilczy bilet, uniemożliwiający im naukę w szkołach na terenie Królestwa Polskiego. W 1906 Poznańscy przenieśli się do Kijowa, gdzie ukończył szkołę średnią (1909), kontynuując naukę na Wydziale Rolniczym Instytutu Gospodarstwa Wiejskiego i Leśnictwa w Puławach oraz Wydziale Chemicznym Politechniki w Charkowie. Studia ukończył w 1918, w międzyczasie odbywając służbę wojskową. W latach 1918 – 1920 pracował w Głównym Instytucie Cukrownictwa w Kijowie. W 1920 wraz z rodziną wyjechał do Niemiec, gdzie obronił doktorat z cukrownictwa na Politechnice w Charlottenburgu. W 1924 powrócił do Łodzi, gdzie w latach 1924 – 1934 pracował w fabryce włókienniczej, w międzyczasie poślubiając Felicję z domu Torończyk, z którą miał córkę – Hanna Poznańska-Linde (1927–2008). Rodzina zamieszkała przy ul. Andrzeja 35 (późn. ul. Andrzeja Struga 35). Następnie w latach 1935–1940 pracował w przedsiębiorstwie Alfreda Haesslera.

### Pobyt w getcie
W 1940, Poznański wraz z żoną i córką, zostali osadzeni w getcie łódzkim. Tam Poznański zorganizował hachszarę, celem przygotowywania Żydów do pracy na roli po emigracji do Palestyny. Następnie został kierownikiem wydziału rolnego, a następnie wydziału papierniczego Rady Żydów. W sierpniu 1944 Poznańscy ukryli się na terenie getta, unikając wywózki do obozu zagłady. 19 stycznia 1945 zostali wyzwoleni przez Armię Czerwoną. Podczas pobytu i po uwolnieniu z getta, Poznański prowadził dziennik od 4 października 1941 roku do 2 czerwca 1945 roku.

### Okres po II wojnie światowej
Po wojnie Poznański powrócił do pracy w dawnej fabryce Haesslera, zostając jej dyrektorem. Ponadto został kierownikiem wydziału Centralnego Zarządu Przemysłu Włókienniczego, a następnie Przemysłu Włókien Sztucznych.
Został pochowany na nowym cmentarzu żydowskim w Łodzi.

## Relacja z getta
Podczas pobytu w getcie łódzkim, Poznański prowadził dziennik, na łamach którego opisywał życie swojej rodziny, pracę w wydziale rolnictwa Rady Żydów, a także wydarzenia w getcie, ludzi i jego atmosferę. Na łamach dziennika komentował wydarzenia polityczne oraz omawiał przebieg wojny. Obok heroicznych postaw, opisywał nieuczciwość administracji getta, szabrownictwo po wyzwoleniu getta, a także antysemityzm.
Pamiętnik z getta, został zapisany w trzynastu zeszytach. Po raz pierwszy został wydany w 1960 roku, z inicjatywy żony Poznańskiego – Felicji, Jako Pamiętnik z getta łódzkiego. Redaktor Wydawnictwa Łódzkiego – Horacy Safrin – wielokrotnie zmienił oryginalny tekst zeszytów, cenzurując niektóre fragmenty. Po śmierci Felicji Poznańskiej zeszyty zaginęły. W 2000 roku odnalazło się sześć z nich. W 2002 roku dziennik Poznańskiego wydano po raz drugi, pod nazwą Dzienniki z łódzkiego getta, opierając się na sześciu oryginalnych zeszytach oraz w związku z brakiem siedmiu zaginionych zeszytów, częściowo na pierwszym wydaniu z 1960 roku. W 2002 roku ukazała się recenzja publikacji na łamach „Słowa Żydowskiego”, autorstwa Janusza Kozłowskiego. W 2005 córka Poznańskiego, wraz z rodziną, przekazała rodziny ojca na rzecz United States Holocaust Memorial Museum.
W 2010 Dziennik… wydano w języku hebrajskim, a w 2011 w niemieckim.

## Publikacje
- Poznański J., Pamiętnik z getta łódzkiego, red. Horacy Safrin, Wydawnictwo Łódzkie, Łódź 1960.
- Poznański J., Dziennik z łódzkiego getta, Bellona, 2002, ISBN 978-83-11-09489-5.
- יעקב פוזננסקי, מיכל אונגר, 13 מחברות: יומנו של יעקב פוזננסקי מגטו לודז׳ 1945־1941, יד ושם, המכון הבינלאומי לחקר השואה, 2010, ISBN 978-965-308-359-2
- Poznański J., Tagebuch aus dem Ghetto Litzmannstadt. (tłum., red.: Ingo Loose(inne języki)) Metropol Verlag, Berlin 2011, ISBN 978-3-86331-015-8.